# Aeroporto di Genova-Sestri
L'Aeroporto di Genova - Sestri Ponente (IATA: GOA, ICAO: LIMJ), noto anche come Aeroporto internazionale "Cristoforo Colombo" e recentemente come Genova City Airport, è un aeroporto italiano situato nella città di Genova, su una penisola artificiale di fronte al quartiere di Sestri Ponente. La struttura è dotata di una pista d'atterraggio pavimentata lunga 3000 m, con orientamento RWY 10-28. L'aeroporto è aperto al traffico commerciale ed è gestito dalla società Aeroporto di Genova SpA.
Data la sua vicinanza alla città (è collocato a circa 9 km a ovest rispetto al centro di Genova), l'aeroporto viene considerato un city airport.
L'aeroporto è il più grande della Liguria, con circa 1,5 milioni di passeggeri all'anno, e collega Genova con alcuni scali nazionali ed europei.

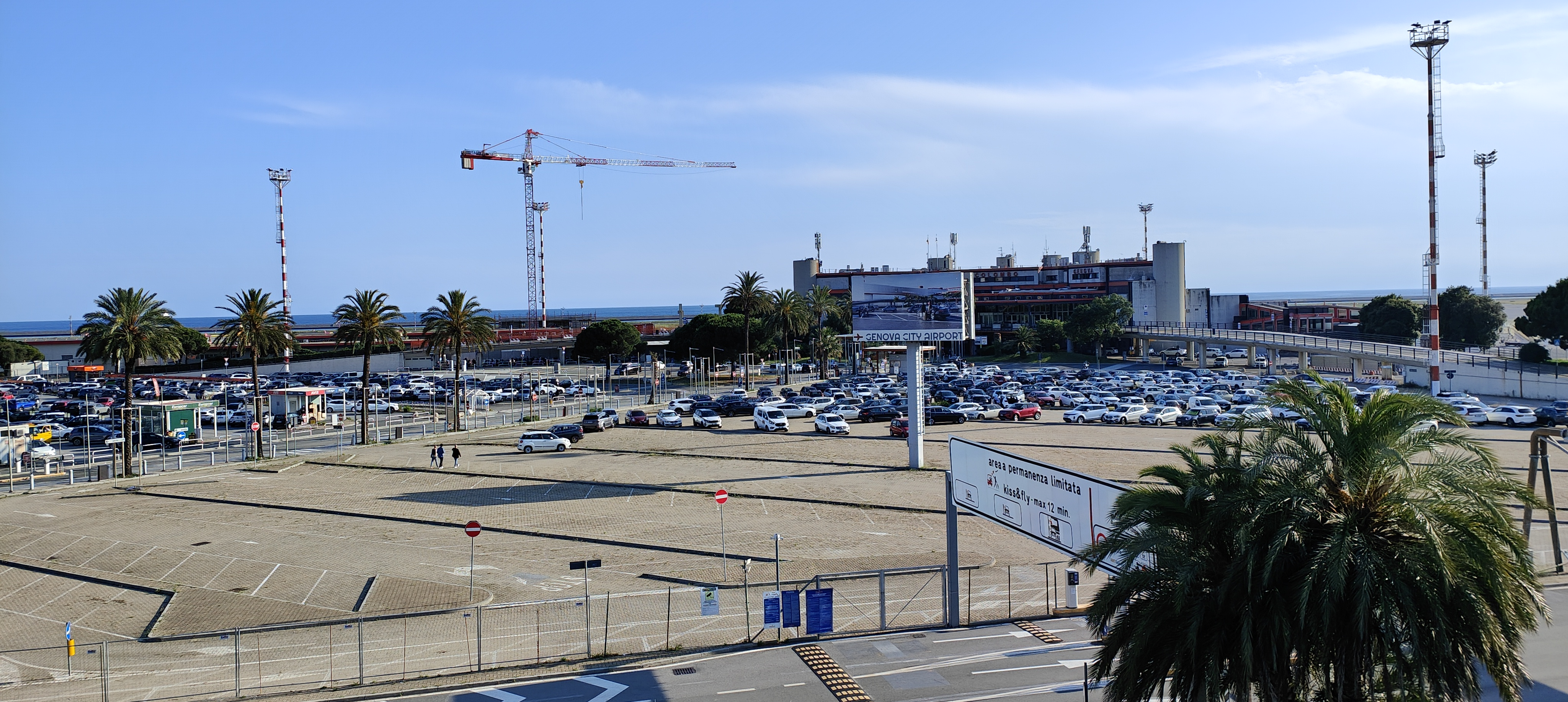
L'area esterna dell'aeroporto inaugurato il 10 Mag. 1986

## Storia e caratteristiche
Iniziato nel 1954 e inaugurato nel 1962, in principio era dotato di una piattaforma d'atterraggio da 2.285 metri (oggi la pista è lunga 3000 metri) e di un'aerostazione provvisoria costituita da alcuni prefabbricati. La struttura temporanea sopravvisse fino al 1986, quando fu inaugurata la nuova e definitiva aerostazione.
L'area aeroportuale si sviluppa su una penisola artificiale realizzata col riempimento di un tratto di mare: la sua realizzazione ha richiesto 8 anni di lavori e lo sbancamento della vicina collina di Monte Croce dove sta sorgendo il parco scientifico tecnologico degli Erzelli. Il riempimento delle aree a mare venne realizzato dalla ditta Berta Autotrasporti di Cornigliano che si avvalse di automezzi militari come Mack M123, AEC Matador, Diamond T tank transporter, acquistati dall'Esercito americano e dall'Esercito inglese e poi riconvertiti a uso civile.
L'esigenza di avere un aeroporto era già ampiamente avvertibile, per Genova, a partire dal 1920. La città primeggiava, dal punto di vista industriale, portuale e turistico già in quegli anni, ma l'opera non venne mai realizzata per ragioni tecniche e finanziarie. La difficoltà principale consisteva sostanzialmente nel trovare spazi adeguati in un territorio così scevro di zone pianeggianti e così stretto fra le montagne e il mare, caratteristiche che ne avrebbero reso esorbitanti i costi di realizzazione.
Fra il 1926 e il 1933 venne realizzato un idroscalo nel bacino portuale della Lanterna di Genova. Ricavato su uno specchio acqueo di 20 000 mq, presentava una darsena, tre scivoli, due hangar, un edificio per gli uffici e un'aerostazione.
Successivamente, fra il 1937 e il 1938, dopo diverse proposte e trattative, vennero inviati gli studi per la realizzazione di un aeroporto vero e proprio al "Progetto di Porto Aeronautico di Genova Sestri" presso l'"Ufficio Tecnico del Consorzio del Porto di Genova" (CAP). Gli elaborati prevedevano la realizzazione, sulle aree parzialmente occupate nel dopoguerra dagli stabilimenti Oscar Sinigaglia dell'Italsider, di un complesso sul mare formato da tre piste di atterraggio, un ampio bacino a uso idroscalo e da un porto petroli in aggiunta ai cantieri navali preesistenti.
Tuttavia, nemmeno questa soluzione sarà mai realizzata: i lavori, iniziati nel 1938 grazie ai finanziamenti del Governo, dei principali enti pubblici e di privati cittadini, subirono un'interruzione nel 1943 a causa degli eventi bellici. Non vennero mai ripresi, nemmeno alla fine delle ostilità, per mancanza di finanziamenti.
Frattanto, i sopraggiunti straordinari progressi conseguiti in aeronautica, suggerirono di rivedere anche quest'ultimo progetto.
Per un certo periodo venne presa in considerazione l'idea di costruire l'aeroporto sulla terraferma, a monte di Arenzano o nei limitrofi di Chiavari, soluzione ben più economica rispetto a quella di riprendere i lavori sul mare, ritenuta troppo costosa.
Dal 1948 in poi il Consorzio Autonomo del Porto (CAP) fece eseguire studi che portarono a ottenere molte nuove soluzioni, ma solo nel 1951 il Consiglio Superiore e il Consiglio Generale dei Lavori Pubblici ne approvarono l'ultima presentata.
L'Aeroporto di Genova Sestri ebbe una spesa stimata in 12,8 miliardi di Lire, ripartiti tra Stato, Comune di Genova, CAP, Provincia e Camera di Commercio, Ente Provinciale Turismo, Cassa di risparmio di Genova e Imperia, Ansaldo, Piaggio, Fondazione Odero.
Gli stanziamenti furono così suddivisi: 4,5 miliardi di Lire per la realizzazione della Diga Foranea, 1,8 miliardi per le banchine di contenimento, 4,8 miliardi di Lire per le operazioni di riempimento del campo terrestre e 1,74 miliardi per sistemazioni superficiali, edifici e impianti vari.
Lo scalo come si presenta oggi fu inaugurato il 10 maggio 1986 dall'allora primo Ministro Bettino Craxi, con la partecipazione di James Brown e le Bluebell di Parigi. Fu il primo scalo italiano a utilizzare i finger, i pontili per l'imbarco diretto, la pista portata a 3025 mt. e possibilità di attracco per 5 aerei.

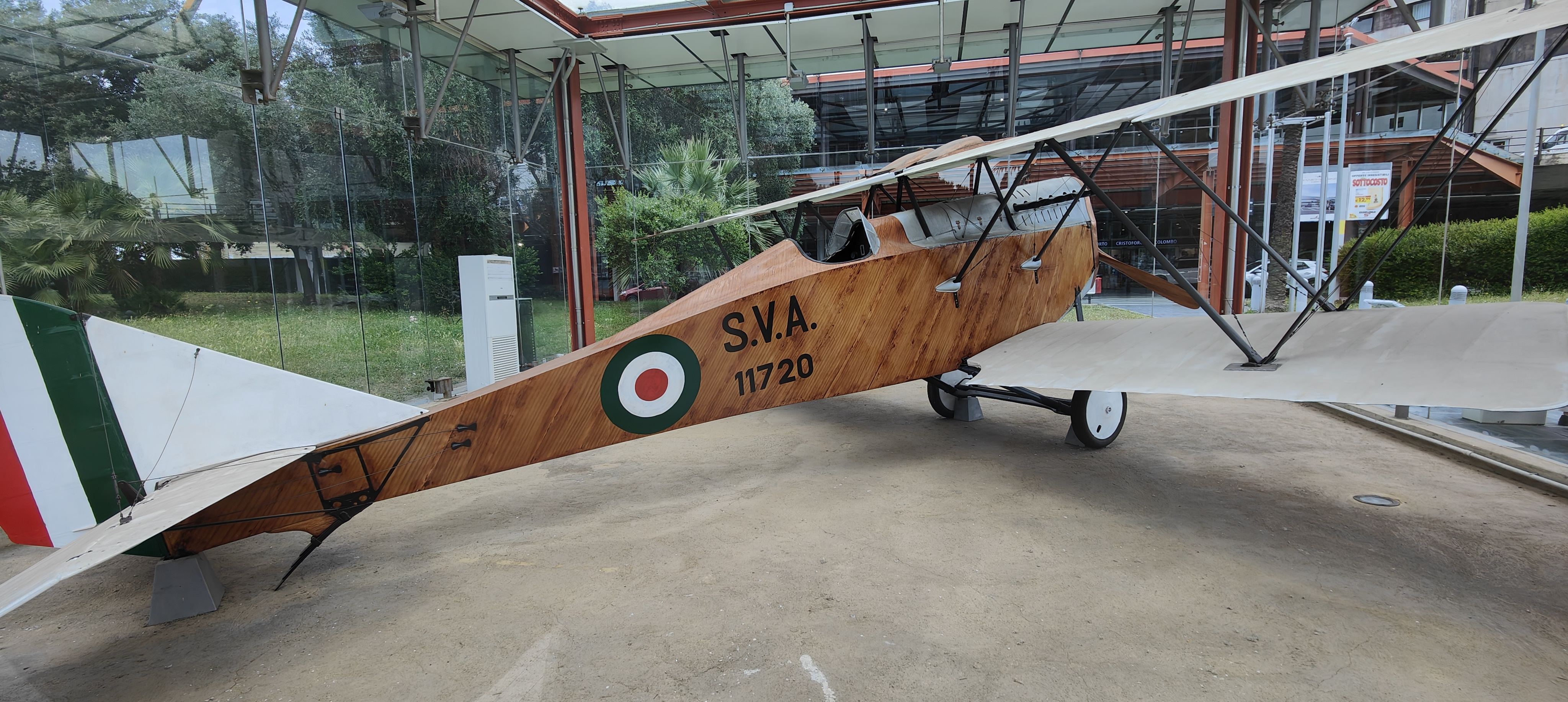
Aereo Ansaldo S.V.A. 5 del 1917 esposto verso il piano arrivi

L'aeroporto genovese svolge spesso un ruolo di supporto per gli aeroporti del nord Italia quando questi sono chiusi per avverse condizioni meteorologiche, come nebbia o neve, e riveste un ruolo importante per il supporto fornito alle strutture e al personale del porto mercantile, nonché alle industrie manifatturiere e alle strutture fieristiche che accolgono eventi quali il salone nautico di Genova, Euroflora, Energethica, ArteGenova, Fiera Primavera, Natalidea, Festival della Scienza; è anche un cruciale tassello intermodale per il settore delle crociere e il turismo in genere (charter e low cost).
Tuttavia il suo traffico, sia in termini di viaggiatori sia di voli, al momento è contenuto, in relazione alla vicinanza di altri aeroporti come Milano-Linate, Milano-Malpensa, Bergamo-Orio al Serio, Torino-Caselle, Nizza Costa Azzurra e Pisa-San Giusto, maggiormente attrezzati con compagnie major e low cost e con maggiore offerta di collegamenti diretti passeggeri e cargo. L'aeroporto ha comunque episodi di addensamento del traffico: una delle sue doti è certamente la sua posizione costiera, pressoché esente da nebbia durante tutto l'arco dell'anno, anche se soffre molto d'autunno e d'inverno per il forte vento. A causa di tali caratteristiche, come già accennato, viene spesso impiegato come aeroporto alternato per i voli diretti a scali meno favoriti per questo fattore, come quelli precedentemente citati.
A partire dal 2009, nel corso degli anni, diverse compagnie aeree low-cost hanno attivato voli nazionali e internazionali, in buona parte poi interrotti: fra queste Blu Express (marchio low cost di Blue Panorama), Air Italy ItAli Airlines, My Jet, Darwin Airline; Lufthansa ha potenziato i propri collegamenti operati da Air Dolomiti tra Genova e Monaco di Baviera. Ryanair, dopo aver offerto collegamenti nazionali e internazionali, al 2019 mantiene solo quelli per Londra e Bari.
Nel 2014 hanno preso il via i voli charter dedicati alle crociere P&O, con circa 56.000 passeggeri movimentati (tutti provenienti dalla Gran Bretagna). Nel 2015 e nel 2016 i voli sono stati confermati, da Londra, Glasgow e Birmingham. Nel 2017 sono stati cancellati.
Il 22 aprile 2016 ha preso il via un servizio di voli giornalieri diretti Genova-Amsterdam di KLM. Nel 2017 l'aeroporto di Genova è diventato base della compagnia Volotea (la quarta in Italia e la nona in Europa), offrendo diversi collegamenti nazionali e internazionali.
L'11 marzo 2021 Wizz Air annuncia lo sbarco all'aeroporto di Genova, con un collegamento da e per Tirana.
L'10 luglio 2021 anche Albawings annuncia lo sbarco a Genova per i voli per Tirana.
Il 18 marzo 2021 Volotea ha reso nota la sospensione dei voli per Atene, Corfù, Heraklion, Madrid e Malaga fino all'anno seguente. Nello stesso giorno, Tayaran Jet comunica l'apertura di un volo per Trapani, operato da Ryanair fino a qualche anno prima.

## La costruzione
Realizzare un aeroporto in mare aperto non era una soluzione strana o propria solo di Genova. Fra gli esempi più cospicui possiamo ricordare le infrastrutture di Idlewild a New York oppure quelle di Nizza, Venezia, Gibilterra. Ma è Hong Kong a vantare il maggior numero di analogie con l'Aeroporto di Genova Sestri.
Tuttavia, in nessuno dei casi esposti sopra, l'idea ha mai avuto una radicazione così spinta e una concretizzazione così ampia come a Genova, beneficiaria di un moderno aeroporto terrestre totalmente costruito in mare aperto e così esposto a violente mareggiate.
Opera ciclopica, assume dimensioni infinitamente più rilevanti se si tiene conto del periodo in cui sia stata realizzata.
Costruttore dell'infrastruttura fu G.L.F. - Grandi Lavori Fincosit, che poté lavorare giorno e notte per anni quasi ininterrottamente.
Determinante, per la realizzazione dell'aeroporto, fu il contributo offerto dalla ditta Berta Autotrasporti di Cornigliano, appaltatrice delle opere di riempimento delle aree a mare necessarie all'edificazione dell'infrastruttura. La società, forte dell'esperienza dell'aver realizzato pochi anni prima il rinterro necessario alla creazione delle aree su cui è sorta la società Ilva, si occuperà di estendere quest'ultimo anche verso Ovest, andando a realizzare il waterfront di Ponente, naturale prosecuzione di quello già realizzato a Levante.
La costruzione dell'aeroporto è stata resa possibile dall'impiego di automezzi ribaltabili autonomamente e idraulicamente, al fine di poter trasportare e riversare in mare 8,4 milioni di mc. di materiali di risulta. Allo scopo, Berta Autotrasporti ha impiegato centinaia di automezzi, fra i quali si ricordano quelli acquistati dall'Esercito americano e dall'Esercito inglese in virtù della loro robustezza, potenza e motilità, caratteristiche che li rendevano unici nel poter sostenere operazioni così gravose.
Le opere vennero suddivise in tre fasi successive:
- Costruzione di una difesa esterna contro il moto ondoso di Libeccio, Mezzogiorno e Scirocco: la Diga foranea.
- Costruzione di un involucro e argini di contenimento a perimetro dello specchio acqueo da interrare.
- Riempimento dello specchio acqueo a formazione del terrapieno sul quale vennero realizzate le piste e tutte le strutture necessarie all'edificando aeroporto.

Anche al fine di velocizzare le operazioni, le tre fasi vennero accavallate e furono concluse quasi contemporaneamente.
La diga foranea trova fondamento su uno scanno di pietrame di media pezzatura riversato sul fondo marino vergine alla quota media di 17,50 m. sotto il livello del mare. Tale pietrame era estratto dal massiccio del Colle di San Benigno, dietro alla Lanterna di Genova, che fu così quasi totalmente demolito. In tal modo si creò anche una vasta area pianeggiante nel cuore del Porto di Genova, perfetta per decongestionare il traffico camionale del porto stesso. Per la realizzazione della parte verticale della Diga, furono necessari 174 cassoni galleggianti in cemento armato. Vennero costruiti all'interno del Porto di Genova in un apposito cantiere in grado di consentire il getto contemporaneo di 3 cassoni in circa 20 giorni.
Ogni cassone misura circa 19 m. di lunghezza, 14 di larghezza e 15,50 di altezza. Le pareti esterne sono fortemente armate e presentano uno spessore di 80 cm. Internamente i cassoni sono suddivisi in 20 celle verticali a tutta altezza. Il cielo dei manufatti è coperto da un solettone in cemento armato con apposite botole per il riempimento delle celle.
I cassoni vennero portati galleggianti in sito, allineati e accostati quanto più possibile; furono successivamente affondati, con tempistica anche dipendente dalla loro produzione, sul piano dello scanno di imbasamento, zavorrandoli prima con acqua e subito dopo con sabbia aspirata dal fondo del mare.
Atteso che il tempo e qualche colpo di mare avessero portato il cassone, sempre perfettamente verticale, al suo assetto definitivo, tramite una speciale centrale galleggiante di betonaggio si poteva procedere al getto in sito del muro di banchina e del paraonde fino all'altezza di 5 metri sul livello del mare.
Il primo cassone fu approfondato in posizione il 20 settembre 1956, l'ultimo il 14 gennaio 1961.
Per la realizzazione della Diga foranea sono stati impiegate 975 000 tonnellate di pietrame di imbasamento, 200.000 metri cubi di Calcestruzzo armato, 120 000 di calcestruzzo semplice. Il suo costo fu di 2 milioni di Lire dell'epoca per metro lineare.
Le pareti laterali dell'involucro di contenimento del terrapieno presentavano, all'epoca della costruzione, uno sviluppo complessivo di circa 5 km. Il loro sistema costruttivo è del tutto similare a quello della Diga foranea a meno delle diverse dimensioni dei cassoni. In questo caso la loro altezza varia tra i 10 ed i 12 metri mentre la larghezza si attesta a 6 m.
Per le operazioni di riempimento dell'involucro di contenimento del terrapieno furono necessari 16,8 milioni di metri cubi di materiali, la metà dei quali venne aspirata dal fondo marino tramite una draga aspirante e refluente fatta appositamente costruire dall'impresa G.L.F. Grandi Lavori Fincosit di Genova. La draga lavorò giorno e notte quasi ininterrottamente per 4 anni.
Le opere furono ultimate già alla fine del 1961, in anticipo di 3 mesi sui termini contrattuali.
La spesa fu di 11 893 milioni di Lire, leggermente inferiore a quella preventivata. (Fonti: "L'Aeroporto sul Mare", Genova, Sigla Effe, 1962)

## Numero di passeggeri

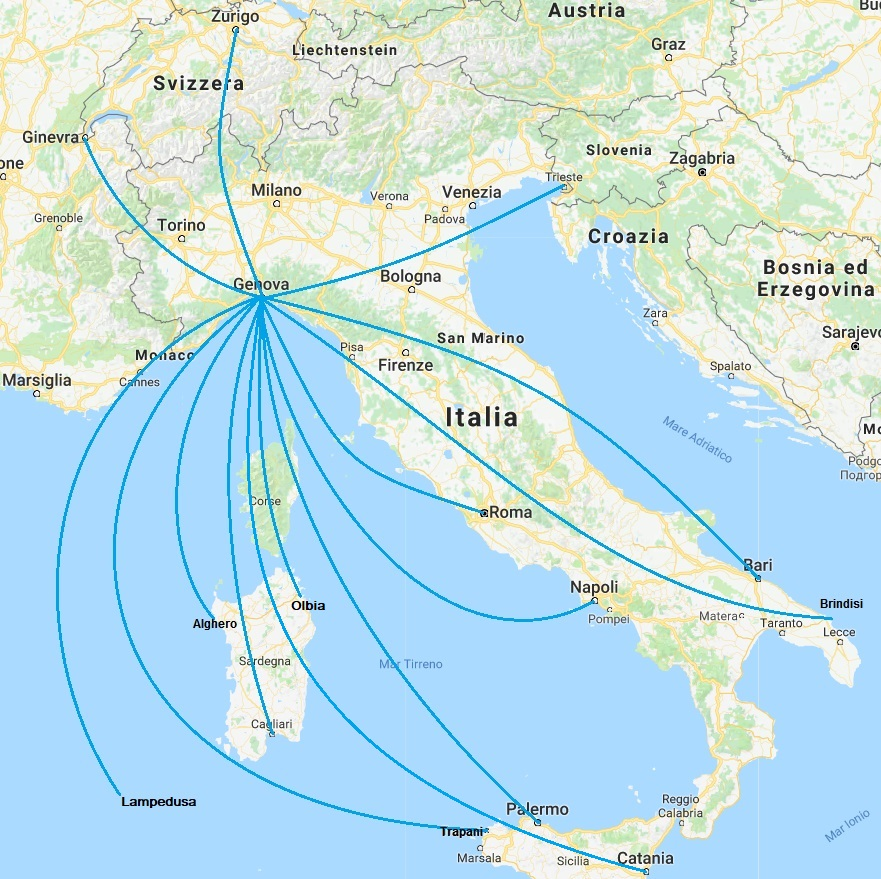
Network Nazionale Aeroporto di Genova

| anno | passeggeri | Aumento · Diminuzione | cambiamento % | posizione in classifica nazionale |
| ---- | ---------- | --------------------- | ------------- | --------------------------------- |
| 2024 | 1 335 095  | Aumento               | +4,30%        | 22°                               |
| 2023 | 1 279 445  | Aumento               | +4,60%        | 23°                               |
| 2022 | 1 223 042  | Aumento               | +99.02%       | 22°                               |
| 2021 | 614 506    | Aumento               | +54,80%       | 22ª                               |
| 2020 | 397 191    | Diminuzione           | -74.04%       | 22ª                               |
| 2019 | 1 530 105  | Aumento               | +5.50%        | 21ª                               |
| 2018 | 1 455 626  | Aumento               | +16.50%       | 21ª                               |
| 2017 | 1 249 374  | Diminuzione           | -1.60%        | 23ª                               |
| 2016 | 1 269 756  | Diminuzione           | -6.90%        | 23ª                               |
| 2015 | 1 363 240  | Aumento               | +7.50%        | 23ª                               |
| 2014 | 1 268 650  | Diminuzione           | -2.68%        | 23ª                               |
| 2013 | 1 303 571  | Diminuzione           | -5.65%        | 23ª                               |
| 2012 | 1 381 693  | Diminuzione           | -1.80%        | 23ª                               |
| 2011 | 1 406 986  | Aumento               | +9.30%        | 22ª                               |
| 2010 | 1 287 524  | Aumento               | +13.3%        | 23ª                               |
| 2009 | 1 136 798  | Diminuzione           | -5.40%        | 21ª                               |
| 2008 | 1 202 168  | Aumento               | +6.50%        | 21ª                               |
| 2007 | 1 128 399  | Aumento               | +4.50%        | 21ª                               |
| 2006 | 1 080 001  | Aumento               | +6.50%        | 20ª                               |
| 2005 | 1 013 288  | Diminuzione           | -5.70%        |                                   |
| 2004 | 1 074 951  | Aumento               | +1.60%        |                                   |
| 2003 | 1 057 663  | Aumento               | +1.70%        |                                   |
| 2002 | 1 040 442  | Aumento               | +3.90%        |                                   |
| 2001 | 1 001 494  | Diminuzione           | -5.80%        |                                   |
| 2000 | 1 063 146  | Diminuzione           | -74,2%        |                                   |

## Statistiche
Questo grafico non è disponibile a causa di un problema tecnico.
Si prega di non rimuoverlo.
Vedi la query Wikidata di origine.

## Avvicinamento strumentale
La pista 28 è dotata del sistema di atterraggio strumentale ILS. Durante le procedure ILS per la pista 28 gli aerei effettuano l'avvicinamento con una prua orientata a 287 gradi e una frequenza NAV di 109.30. La pista 10 non è dotata di ILS, pertanto viene effettuato il circling o in alternativa un avvicinamento visuale.

## Interscambio

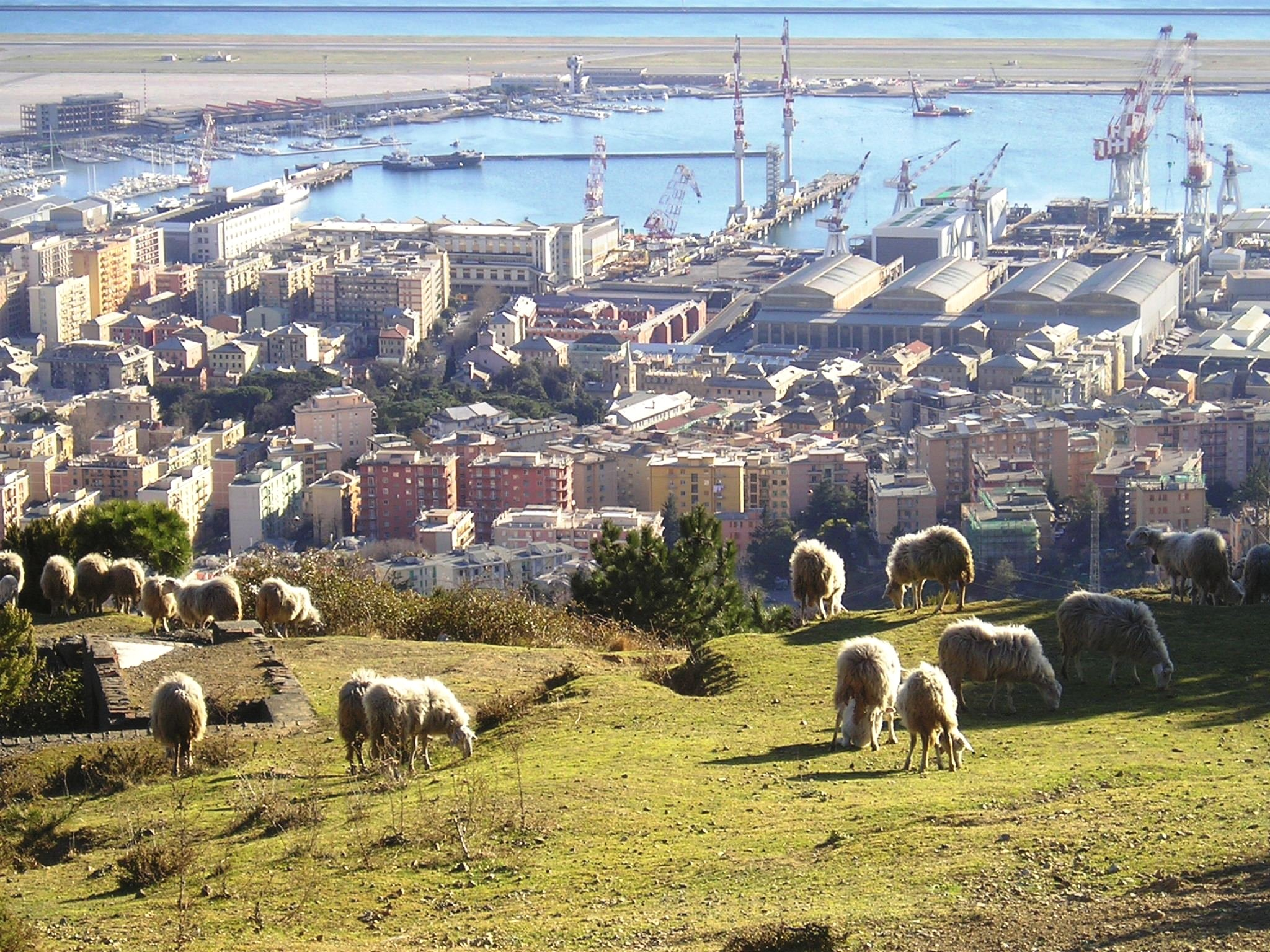
L'abitato di Sestri Ponente visto dal monte Gazzo. Sullo sfondo l'aeroporto "Cristoforo Colombo" con la pista di atterraggio.

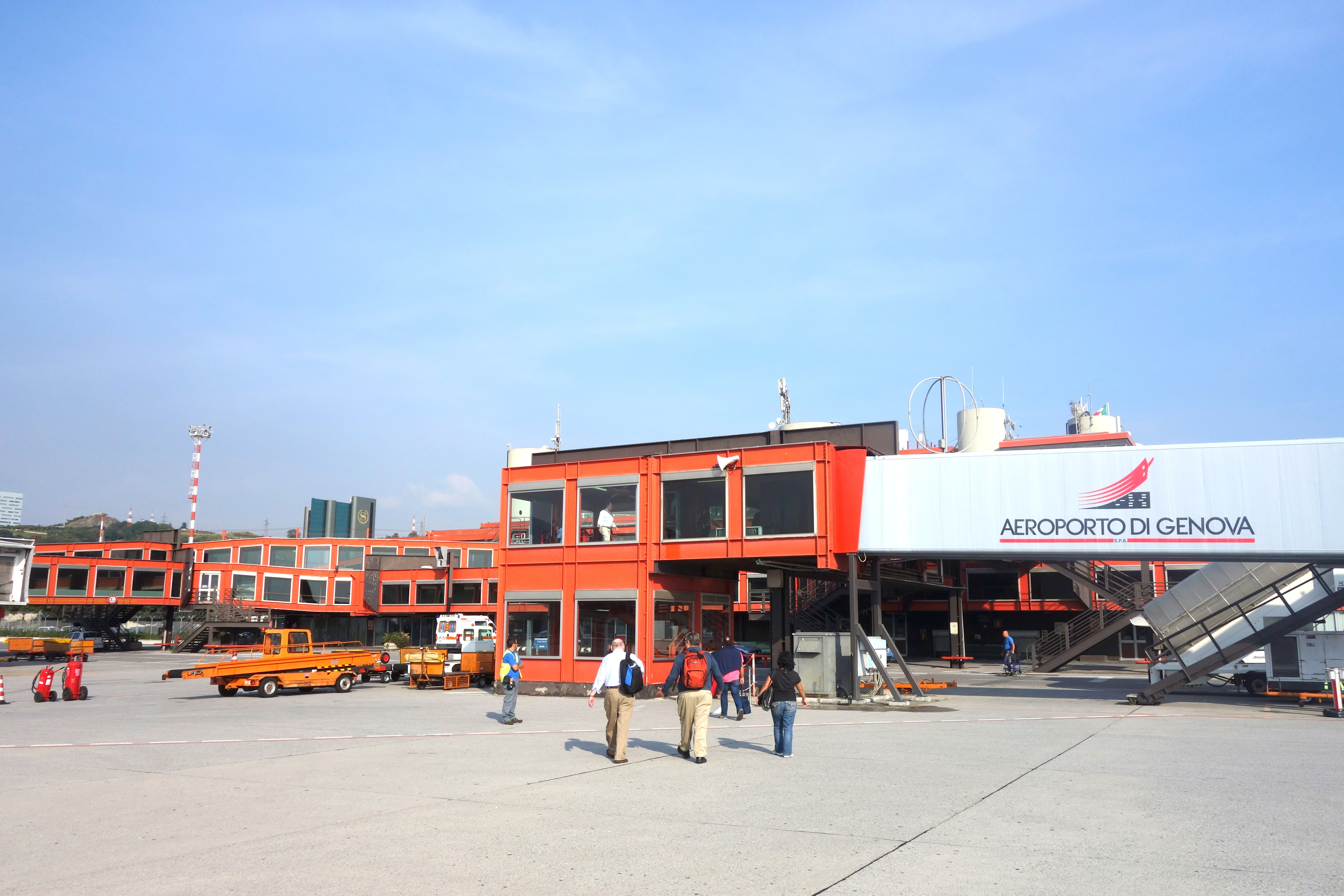
Visuale dell'aeroporto dal piazzale velivoli

La stazione ferroviaria più vicina è quella di Genova Sestri Ponente Aeroporto, raggiungibile attraverso una passerella pedonale che scavalca la ferrovia e tramite la navetta AirLink, che opera su un percorso protetto con partenze ogni 15 minuti e tempo di percorrenza di circa 15 minuti. Il servizio è una collaborazione tra AMT e Trenitalia ed è utilizzabile con titoli di viaggio di entrambe le compagnie.
L'aeroporto è collegato col centro della città con un bus navetta chiamato Volabus, gestito da AMT. Volabus effettua corse ogni 45 minuti circa, con fermate al terminal traghetti, alla stazione ferroviaria di Piazza Principe, in piazza De Ferrari e alla stazione ferroviaria di Brignole (consentendo l'interscambio con la metropolitana cittadina).
A partire dall'estate del 2018 è stato attivato un servizio chiamato Tigullio Airport Shuttle, gestito inizialmente dalla società ATP Esercizio e in seguito da AMT, attivo unicamente nei mesi estivi, che offre un collegamento diretto tra l'aeroporto e il Tigullio. Inizialmente il servizio prevedeva una sola linea tra l'aeroporto e Rapallo, Santa Margherita Ligure e Portofino. Dal 2019 sono state introdotte corse per Chiavari, Lavagna e Sestri Levante. Dal 2020 il servizio è effettuato su prenotazione.
L'aeroporto è servito dal casello Genova-Aeroporto dell'autostrada A10. Sono presenti servizi taxi, il noleggio auto e il noleggio con conducente, nonché i parcheggi a pagamento per le soste brevi o lunghe.
L'Unione europea ha co-finanziato la progettazione di un collegamento tra l'aeroporto e la futura fermata ferroviaria di Genova-Erzelli attraverso una cabinovia (progetto GATE: Genoa Airport, a Train to Europe).

## Incidenti

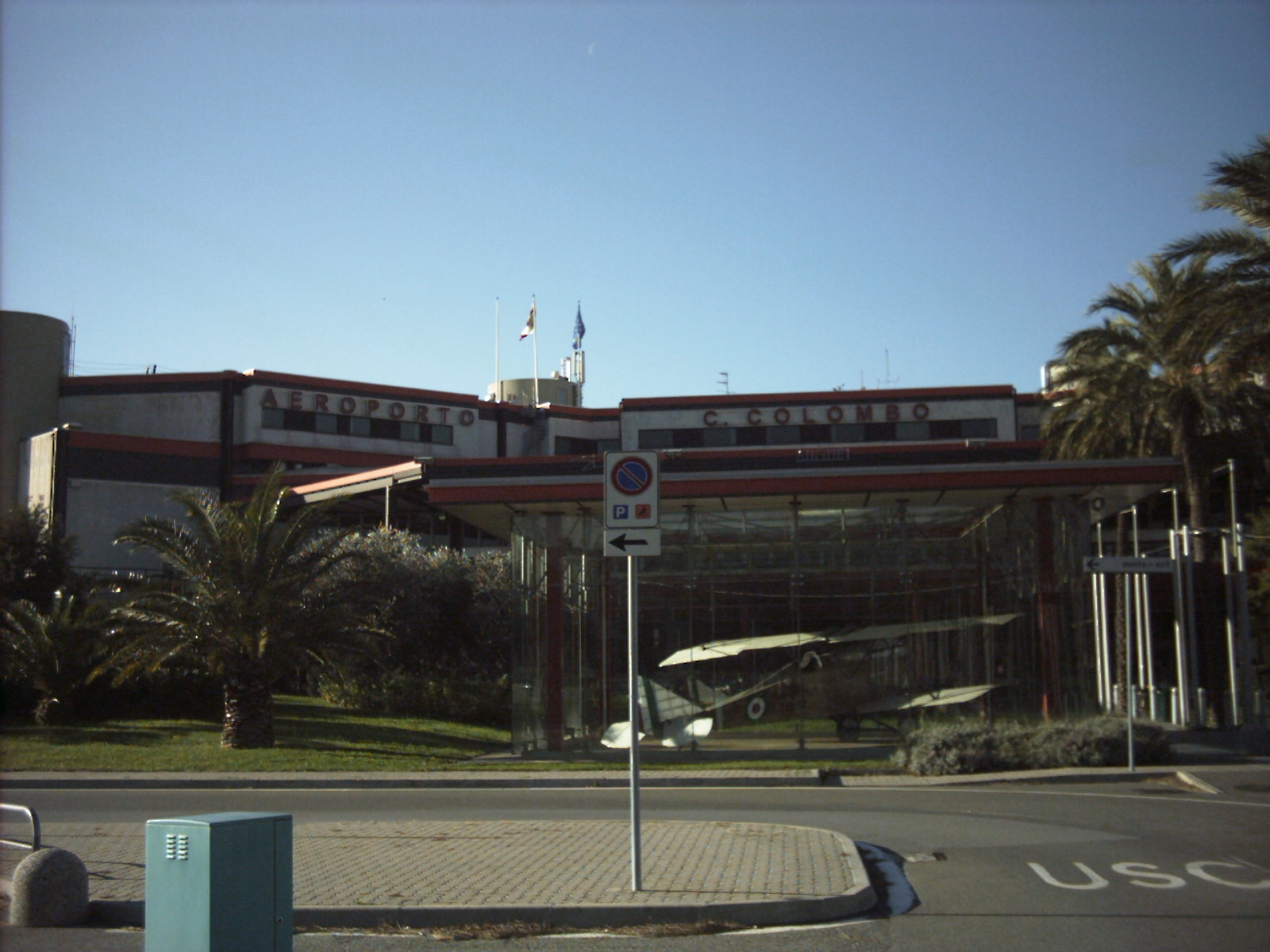
Terminal dell'Aeroporto di Genova-Sestri visto dal parcheggio con l'esposizione adiacente dell'aereo

Il 17 novembre 1997 si schianta sulla pista un jet militare, un Aermacchi MB-339 in volo da Cameri (NO) a Genova. Nell'incidente muoiono i due piloti, il capitano Pierluigi Rigotti, 31 anni, di Milano, e il sergente Luca Antelmi, 27 anni, di Anzio.
Il 25 febbraio 1999 un volo della Minerva Airlines proveniente da Cagliari, operato con un Dornier 328, finisce in mare in fase di atterraggio causando la morte di tre passeggeri e di un'assistente di volo.